# Эль Факири, Хассан
Хассан Эль Факири (араб. حسن الفكيري‎; род. 18 апреля 1977, Темсаман, Дриуш) — норвежский футболист.

## Карьера

### Клубная
Эль Факири начал свою карьеру в «Люне» из Осло. Дебютировал он 28 мая 1995 года в матче против «Скейда». В 1997 году Хассан был признан болельщиками клуба лучшим игроком сезона.
В 2000 году Эль Факири перешёл в «Бранн». Однако уже спустя полгода, проведя 9 матчей и забив 2 мяча, Хассан был продан во французский «Монако». Норвежцу не удалось сразу влиться в основной состав клуба и он был отдан в аренду сначала в «Люн», а затем в «Русенборг».
В сезоне 2002/03 с приходом нового главного тренера, Дидье Дешама Хассан стал чаще появляться на поле, играя на позиции правого защитника. В 2004 году Эль Факири вместе с «Монако» дошёл до финала Лиги Чемпионов, где монегаски уступили «Порту». Хассан был в заявке на решающий матч, но на поле так и не вышел.
В 2005 году закончился срок действия контракта Хассана с «Монако», и он решил присоединиться к мёнхенгладбахской «Боруссии». В «Боруссии» Хассан вернулся на своё привычное место полузащитника и помог своему клубу занять 10 место в Бундеслиге 2005/06. Однако уже в следующем сезоне мёнхенгладбахцы вылетели из высшего дивизиона.
В 2007 году, через семь лет после своего отъезда во Францию, Хассан вернулся в норвежский «Бранн», в котором играет до сих пор. В 2007 году Эль Факири вместе с клубом выиграл титул чемпиона Норвегии, который стал для «Бранна» первым с 1963 года.

### В сборной
За сборную Норвегии Хассан провел 8 матчей.

## Статистика

### Матчи Эль Факири за сборную Норвегии
| Матчи Эль Факири за сборную Норвегии | Матчи Эль Факири за сборную Норвегии | Матчи Эль Факири за сборную Норвегии | Матчи Эль Факири за сборную Норвегии | Матчи Эль Факири за сборную Норвегии | Матчи Эль Факири за сборную Норвегии |
| ------------------------------------ | ------------------------------------ | ------------------------------------ | ------------------------------------ | ------------------------------------ | ------------------------------------ |
| №                                    | Дата                                 | Соперник                             | Счёт                                 | Голы Эль Факири                      | Соревнование                         |
| 1                                    | 18 февраля 2004                      | Северная Ирландия                    | 4:1                                  | —                                    | Товарищеский матч                    |
| 2                                    | 31 марта 2004                        | Сербия и Черногория                  | 1:0                                  | —                                    | Товарищеский матч                    |
| 3                                    | 28 апреля 2004                       | Россия                               | 3:2                                  | —                                    | Товарищеский матч                    |
| 4                                    | 18 августа 2004                      | Бельгия                              | 2:2                                  | —                                    | Товарищеский матч                    |
| 5                                    | 16 ноября 2004                       | Австралия                            | 2:2                                  | —                                    | Товарищеский матч                    |
| 6                                    | 9 февраля 2005                       | Мальта                               | 3:0                                  | —                                    | Товарищеский матч                    |
| 7                                    | 17 августа 2005                      | Швейцария                            | 0:2                                  | —                                    | Товарищеский матч                    |
| 8                                    | 1 марта 2006                         | Сенегал                              | 1:2                                  | —                                    | Товарищеский матч                    |

Итого: 8 матчей / 0 голов; 4 победы, 2 ничьи, 2 поражения.

## Достижения
«Монако»
- Финалист Лиги чемпионов: 2003/04

«Бранн»
- Чемпион Норвегии: 2007